# Lorensbergsgatan
Lorensbergsgatan är en gata i stadsdelen Lorensberg i Göteborg. Den är cirka 260 meter lång och sträcker sig från Vasagatan till Engelbrektsgatan.
Gatan fick sitt namn år 1872 efter landeriet Lorensberg. Landeriet uppkallades efter handlaren Lorens Petersén, som ägde det under åren 1770–1800.